# Poljot–2
A Poljot–2  (oroszul: Полёт–2, magyar jelentése: repülés) az első manőverezésre képes szovjet műholdtípus második példánya, melyet az 1960-as évek elején műholdelhárító rendszer elfogó vadászműholdjaihoz szolgáló rendszerek tesztjeihez készítettek.

## Küldetés
Az ellenséges műholdak elfogására szolgáló vadászműholdak, a későbbi ISZ típus rendszereinek (hajtómű, vezérlőrendszer) tesztelésére épített műhold. Annak érdekében, hogy megközelíthesse az elfogandó műholdat, hajtóművével képes volt pályája jelentős módosítására. A Vlagyimir Cselomej irányítása alatt álló Gépgyártási Tudományos Termelési Egyesülés (NPO Masinosztrojenyija) fejlesztette ki és építette meg. A műholdtípus első példányát Poljot–1 jelzéssel 1963 novemberében indították.
Speciális irányító- és vezérlőrendszerekkel, többször indítható hajtóművekkel szerelték fel pályamagasság- és pályasík-módosítás végrehajtására.

## Jellemzői
1964. április 12-én Vosztok  hordozórakétával juttatták alacsony Föld körüli pályára.
A műhold kezdeti pályája 91,9 perces, 59,86 fokos hajlásszögű elliptikus pálya, perigeuma 339 kilométer, apogeuma 592 kilométer volt.
Az orbitális egység többször módosított pályája 102 perces, 58,06 fokos hajlásszögű elliptikus pálya, perigeuma 343 kilométer, apogeuma 1437 kilométer volt. Fedélzetén tudományos műszereket, telemetriai rendszert és rádióadót is elhelyeztek. Tömege 1400 kg. 1966 júniusában lépett be a Föld légkörébe.